# Wolfgang Edenharder
Wolfgang Edenharder, né le 10 avril 1962 à Burglengenfeld, est un chanteur allemand.

## Biographie
À 8 ans, il apprend l'accordéon. Avec Hubert Zaschka, il fonde en 1977 le duo Original Naabtal Duo. Accompagné de Willi Seitz (de) à la batterie, le duo remporte le Grand Prix der Volksmusik 1988 (de) avec la chanson Patrona Bavariae.
En 1993, le duo se sépare, ils font chacun une carrière solo avec leurs chansons et leurs succès. Wolfgang Edenharder est parolier et compositeur pour d'autres artistes. En octobre 2003, le duo se reforme et sort un album.

## Source de la traduction
- (de) Cet article est partiellement ou en totalité issu de l’article de Wikipédia en allemand intitulé « Wolfgang Edenharder » (voir la liste des auteurs).

- Notices d'autorité :   - VIAF
  - GND